# Argentyna na Zimowych Igrzyskach Olimpijskich 2002
Argentynę na Zimowych Igrzyskach Olimpijskich 2002 reprezentowało 11 sportowców w pięciu dyscyplinach. Nie zdobyli oni żadnego medalu.

## Biathlon

### Mężczyźni
| Konkurencja     | Zawodnik       | Pudła | Czas    | Miejsce |
| --------------- | -------------- | ----- | ------- | ------- |
| Sprint na 10 km | Ricardo Oscare | 3     | 30:00.2 | 81      |

| Konkurencja                | Zawodnik       | Czas    | Pudła | Skorygowany czas | Miejsce |
| -------------------------- | -------------- | ------- | ----- | ---------------- | ------- |
| Bieg indywidualny na 20 km | Ricardo Oscare | 56:08.1 | 6     | 1'02:08.1        | 80      |

### Kobiety
| Konkurencja      | Zawodniczka    | Pudła | Czas    | Miejsce |
| ---------------- | -------------- | ----- | ------- | ------- |
| Sprint na 7,5 km | Natalia Lovece | 8     | 29:33.2 | 73      |

| Konkurencja                | Zawodniczka    | Czas    | Pudła | Skorygowany czas | Miejsce |
| -------------------------- | -------------- | ------- | ----- | ---------------- | ------- |
| Bieg indywidualny na 15 km | Natalia Lovece | 57:56.8 | 12    | 1'09:56.8        | 69      |

## Narciarstwo alpejskie

### Mężczyźni
| Zawodnik                | Konkurencja   | Wyścig 1 | Wyścig 2 | Łącznie           | Łącznie |
| Zawodnik                | Konkurencja   | Czas     | Czas     | Czas              | Miejsce |
| ----------------------- | ------------- | -------- | -------- | ----------------- | ------- |
| Cristian Simari Birkner | Zjazd         |          |          | Zdyskwalifikowany | –       |
| Nicolás Arsel           | Zjazd         |          |          | 1:49.75           | 52      |
| Agustín García          | Supergigant   |          |          | 1:30.59           | 32      |
| Nicolás Arsel           | Supergigant   |          |          | 1:28.55           | 30      |
| Cristian Simari Birkner | Slalom gigant | 1:16.00  | 1:13.79  | 2:29.79           | 30      |
| Cristian Simari Birkner | Slalom        | 51.55    | 55.27    | 1:46.82           | 17      |

Kombinacja mężczyzn
| Zawodnik                | Zjazd             | Slalom       | Slalom | Łącznie           | Łącznie |
| Zawodnik                | Czas              | Czas 1       | Czas 2 | Łączny czas       | Miejsce |
| ----------------------- | ----------------- | ------------ | ------ | ----------------- | ------- |
| Cristian Simari Birkner | Zdyskwalifikowany | –            | –      | Zdyskwalifikowany | –       |
| Agustín García          | 1:49.77           | Nie ukończył | –      | Nie ukończył      | –       |
| Nicolás Arsel           | 1:48.12           | 51.24        | 57.22  | 3:36.58           | 23      |

### Kobiety
| Zawodniczka                | Konkurencja   | Wyścig 1      | Wyścig 2 | Łącznie       | Łącznie |
| Zawodniczka                | Konkurencja   | Czas          | Czas     | Czas          | Miejsce |
| -------------------------- | ------------- | ------------- | -------- | ------------- | ------- |
| María Belén Simari Birkner | Zjazd         |               |          | 1:46.97       | 53      |
| Macarena Simari Birkner    | Zjazd         |               |          | 1:46.77       | 34      |
| Macarena Simari Birkner    | Supergigant   |               |          | 1:20.24       | 31      |
| Macarena Simari Birkner    | Slalom gigant | 1:21.87       | 1:19.68  | 2:41.55       | 39      |
| María Belén Simari Birkner | Slalom gigant | 1:20.65       | 1:18.69  | 2:39.34       | 34      |
| Macarena Simari Birkner    | Slalom        | Nie ukończyła | –        | Nie ukończyła | –       |
| María Belén Simari Birkner | Slalom        | 59.59         | 1:00.99  | 2:00.58       | 31      |

Kombinacja kobiet
| Zawodniczka                | Zjazd   | Slalom | Slalom | Łącznie     | Łącznie |
| Zawodniczka                | Czas    | Czas 1 | Czas 2 | Łączny czas | Miejsce |
| -------------------------- | ------- | ------ | ------ | ----------- | ------- |
| María Belén Simari Birkner | 1:19.94 | 49.29  | 46.69  | 2:55.92     | 20      |
| Macarena Simari Birkner    | 1:19.21 | 48.14  | 45.55  | 2:52.90     | 17      |

## Narciarstwo dowolne

### Mężczyźni
| Zawodnik    | Konkurencja          | Kwalifikacja | Kwalifikacja | Finał                  | Finał                  |
| Zawodnik    | Konkurencja          | Punkty       | Miejsce      | Punkty                 | Miejsce                |
| ----------- | -------------------- | ------------ | ------------ | ---------------------- | ---------------------- |
| Clyde Getty | Akrobacje powietrzne | 117.02       | 25           | Nie zakwalifikował się | Nie zakwalifikował się |

## Saneczkarstwo

### Mężczyźni
| Zawodnik         | Ślizg 1 | Ślizg 1 | Ślizg 2 | Ślizg 2 | Ślizg 3 | Ślizg 3 | Ślizg 4 | Ślizg 4 | Łącznie  | Łącznie |
| Zawodnik         | Czas    | Miejsce | Czas    | Miejsce | Czas    | Miejsce | Czas    | Miejsce | Czas     | Miejsce |
| ---------------- | ------- | ------- | ------- | ------- | ------- | ------- | ------- | ------- | -------- | ------- |
| Rubén González   | 48.180  | 46      | 46.931  | 38      | 48.533  | 45      | 48.276  | 42      | 3:12.808 | 41      |
| Marcelo González | 47.314  | 44      | 47.819  | 44      | 46.883  | 41      | 53.431  | 47      | 3:14.559 | 43      |

## Skeleton

### Mężczyźni
| Zawodnik        | Ślizg 1 | Ślizg 1 | Ślizg 2 | Ślizg 2 | Łącznie | Łącznie |
| Zawodnik        | Czas    | Miejsce | Czas    | Miejsce | Czas    | Miejsce |
| --------------- | ------- | ------- | ------- | ------- | ------- | ------- |
| Germán Glessner | 55.40   | 26      | 57.25   | 26      | 1:52.65 | 26      |